# Віллі Бредель
Ві́ллі Бре́дель (нім. Willi Bredel; *2 травня 1901, Гамбург — †27 жовтня 1964, Берлін, НДР) — німецький письменник і громадський діяч, член ЦК СЄПН.

## Життєпис
Народився у Гамбурзі. З юнацьких років брав активну участь у революційному русі, зазнав гонінь, був ув'язнений. Перші романи «Машинобудівний завод Н. і К.» (1930), «Розенгофштрассе» (1931), «Параграф, що боронить власність». 13 місяців перебував у концтаборі. В 1934 емігрував до Чехословаччини, а пізніше — до СРСР. Твори «Іспит» (1934) та «Твій невідомий брат» (1937) присвятив німецьким антифашистам. У 1936 році Бредель опублікував книгу «Микола Щорс, герой боротьби проти німецьких окупантів», матеріал для якої зібрав в Україні. Боротьбу з нацизмом Бредель змалював у повістях «Зустріч на Ебро» (1939), «Смерть у болоті» (1941), «Зондерфюрер» (1944). Найвизначніший твір — трилогія «Рідні та знайомі» (1941–1953), в якій висвітлено історію німецького робітничого руху з кінця ΧΙΧ століття. Після 1945 р. Бредель пише книгу «Ернст Тельман» (1948), повість «50 днів» (1950), книгу «Від Ебро до Волги» (1954). Літературно-критичні статті зібрані в збірці «Сім поетів» (1950). Бредель — віцепрезидент Товариства німецько-радянської дружби. Двічі лауреат Національної премії.

## Твори

### Українські переклади
- Розенгофштрассе. X., 1934
- Іспит. X., 1936
- П'ятдесят днів. В кн.: За нову Німеччину. К., 1953
- Рідні та знайомі. Ужгород, 1953
- Сини. Ужгород, 1954
- Внуки. Ужгород, 1957